# Enochrus ochraceus
Enochrus ochraceus är en skalbaggsart som först beskrevs av Melsheimer 1844.  Enochrus ochraceus ingår i släktet Enochrus och familjen palpbaggar. Inga underarter finns listade i Catalogue of Life.